# On Through The Night (album)
On Through The Night er det britiske rockband Def Leppards debutalbum fra 1980. Det udkom 27. maj hos Vertigo Records i Europa og Asien og hos Mercury Records i USA og Canada.

## Spor

### Side A
1. "Rock Brigade" (3:08)
2. "Hello America" (3:27)
3. "Sorrow Is A Woman" (3:54)
4. "It Could Be You" (2:33)
5. "Satellite" (4:28)
6. "When The Walls Came Tumblin' Down" (4:44)

### Side B
1. "Wasted" (3:45)
2. "Rocks Off" (3:42)
3. "It Don't Matter" (3:21)
4. "Answer To The Master" (3:13)
5. "Overture" (7:44)